# Krakořice
Krakořice (německy Krokersdorf) jsou malá vesnice, část města Šternberk v okrese Olomouc. Nachází se v Nízkém Jeseníku, asi 3 km na severozápad od Šternberka.

## Název
Nejstarší písemné doklady (do 15. století) ukazují podobu Krákovice. Jejím základem bylo osobní jméno Krák (odvozené od slovesa krákati – „krákorat“). Výchozí tvar Krákovici byl pojmenováním obyvatel vsi a znamenal „Krákovi lidé“. Z roku 1480 je poprvé doložen tvar Krákořice, patrně spojením s osobním jménem (přezdívkou) Krákora („mluvka, žvanil“). Kdy zanikla délka první samohlásky, není z nedokonalého pravopisu písemných záznamů zřejmé.

## Historie
První zmínka o vsi pochází z roku 1273 (Kracowiz). V minulosti jsou doloženy názvy jako Krakovec nebo Krakovice. Původně slovanská vesnice se postupně poněmčila a po roce 1938 se tak podobně jako okolní obce stala součástí Sudet. Ovšem po roce 1945 bylo původní obyvatelstvo vysídleno. V roce 1961 se stala součástí obce Babice a spolu s nimi roku 1974 součástí Šternberka. Na rozdíl od Babic už součástí města zůstala.
| Rok      | 1869 | 1880 | 1890 | 1900 | 1910 | 1921 | 1930 |
| -------- | ---- | ---- | ---- | ---- | ---- | ---- | ---- |
| Obyvatel | 170  | 164  | 152  | 156  | 144  | 148  | 138  |
| Domů     | 25   | 26   | 26   | 28   | 28   | 28   | 28   |
| Rok      | 1950 | 1961 | 1970 | 1980 | 1991 | 2001 | 2011 |
| Obyvatel | 107  | 111  | 121  | 101  | 93   | 96   | 92   |
| Domů     | 28   | 27   | 27   | 28   | 30   | 28   | 30   |

1. ↑  Z toho 136 osob národnosti německé a 2 československé.[9]

## Pamětihodnosti
- zvonice z 19. století
- kamenný kříž z roku 1823
- boží muka z 19. století